# David Inshaw
David Inshaw, född 21 mars 1943 i Wednesfield, Staffordshire, är en engelsk målare. Han är utbildad vid Beckenham school of art och Royal academy schools. År 1971 flyttade han till Devizes i Wiltshire där han har förblivit bosatt. År 1975 var han en av grundarna av gruppen Brotherhood of ruralists, sju konstnärer som alla var uppvuxna i stadsmiljö men hade flyttat ut på landet. Gruppens medlemmar förenades i sitt höga värderande av figurativa motiv och hantverkstradition. De uppträdde tillsammans fram till 1983. Inshaw blev under denna tid rikskänd för sina landskapsbilder med utplacerade människor och gåtfull laddning. Hans mest kända målning är The badminton game från 1972–1973 som köptes av Tate gallery 1980.